# ブランコ・イ・ネグロ・レコード
ブランコ・イ・ネグロ・レコード（Blanco y Negro Records）は、ラフ・トレード・レコードの創立者であったジェフ・トラヴィスが、ラフ・トレードを去った後の1983年に創立したイギリスのレコード・レーベルである。レーベル名は、スペイン語で「白と黒」の意。
スペイン・バルセロナに、主にダンス音楽を取り扱う同名のレーベルが存在する。

## 所属アーティスト
- ダイナソーJr (Dinosaur Jr)
- エブリシング・バット・ザ・ガール (Everything But The Girl)
- ジーザス&メリーチェイン (The Jesus and Mary Chain)
- モノクローム・セット (The Monochrome Set)
- ドリーム・アカデミー (The Dream Academy)
- エリザベス・フレイザー (Elizabeth Fraser) ※元コクトー・ツインズ
- カーラ・ディロン (Cara Dillon)
- バナナラマ (Bananarama)
- ジェイムス (James)
- クイーンアドリーナ (Queenadreena)
- エディ・リーダー (Eddi Reader)
- サドゥン・スウェイ (Sudden Sway)
- ベントーラ (Bernthøler)
- A HOUSE (A House)
- カタトニア (Catatonia)
- ザ・ヴェイルズ (The Veils)

注：過去に所属していたアーティストも含む。